# Britha luzonica
Britha luzonica är en fjärilsart som beskrevs av Alfred Ernest Wileman och Reginald James West 1930.
Britha luzonica ingår i släktet Britha och familjen nattflyn. Inga underarter finns listade i Catalogue of Life.